# ويليام إم. لوي
ويليام إم. لوي هو محامي وسياسي أمريكي، ولد في 12 يونيو 1842 في هنتسفيل في الولايات المتحدة، وتوفي بنفس المكان في 12 أكتوبر 1882 بسبب سل. نشط حزبياً في Greenback Party ‏. وقد انتخب عضو مجلس نواب ألاباما ‏ وانتخب عضو مجلس النواب الأمريكي ‏.